# Juan Latino
Juan Latino, nascut Juan de Sessa (ca. 1518 - Granada, ca. 1590) va ser un poeta i humanista del Renaixement espanyol. Es pot considerar la primera persona d'ètnia negra que va rebre estudis universitaris i que va aconseguir una càtedra, la de Gramàtica i Llengua Llatina a la Universitat de Granada.

## Biografia
Juan de Sessa va néixer entorn del 1518, fill d'una esclava negra etíop pertanyent al quart comte de Cabra, Luis Fernández de Còrdova i Zúñiga, i a la II duquessa de Sessa, Elvira Fernández de Còrdova. S'especula si fou fill del seu senyor.
Aviat va marxar a Granada, on va ser educat i instruït en les arts liberals al costat de Gonzalo, fill del seu senyor i net d'un altre famós Gonzalo, el Gran Capità.
Durant els anys en els quals va romandre al costat de Gonzalo, es va aprofitar de l'educació que impartien al jove duc, participant amb ell en les lliçons. Més tard, en haver d'acompanyar-lo a les seves classes a la Universitat de Granada, va aconseguir seguir-les ell també. El 1546 va rebre el títol de batxiller de l'esmentada institució, quan segurament ja era esclau llibert. Va anar prosperant dins la mateixa universitat pels seus grans coneixements de la llengua llatina, fins a assolir la càtedra en Arts, que abastava disciplines com la gramàtica,el grec, el llatí o la retòrica. S'hi va estar almenys fins al 1587.
Cap al 1547 es va casar amb la jove noble Ana de Carleval. Els matrimonis interracials, per bé que poc freqüents, van donar-se a Andalusia. El matrimoni va tenir cinc fills. Van viure, amb servents, en una casa de la seva propietat al barri granadí de Santa Ana.
Posteriorment, el dramaturg sevillà Diego Jiménez de Enciso va compondre sobre ell i els seus amors l'obra Juan Latino. La fama de l'extraordinari personatge va inspirar també altres obres del Segle d'Or castellà, com Lope de Vega, que el cita a La dama boba, i Cervantes, que li va dedicar uns versos al Quixot.
La doctora Aurelia Martín Casares ha rescatat el personatge en una documentada biografia, on desfà diversos mites sobre Juan Latino.

## Obra
En la seva obra literària, sempre en llatí, s'hi observa el gran coneixement de Virgili. Possiblement va publicar alguna obra més sobre ensenyament del llatí, ara per ara perdudes.
- Austriadis Carmen (1573)

La seva primera obra, la més coneguda, són els Epigrames, dividits en tres parts: a la primera se celebra el naixement de l'infant Ferran, fill de Felip II; la segona és un panegíric en honor del papa Pius V. La tercera narra les gestes de Don Joan d'Àustria, heroi de Lepant. Aquesta darrera part, la més valorada, va imposar el títol a l'obra sencera, traduïda com a Austriada. És la primera obra poètica que es refereix a la batalla de Lepant (1571).
- De translatione corporum regalium (1576)

Un minuciós i detallat relat del trasllat al panteó del Real Monestir de Sant Lorenzo de l'Escorial dels cossos reals dipositats fins llavors a Granada, per mandat de Felip II: el de la seva mare l'emperadriu Isabel, la seva primera dona María de Portugal i els seus dos germans Ferran i Joan. Al costat del relat es publica el conjunt d'epigrames que van decorar els taüts.
- Ad Excellentissimum et Invictissimum D. D. Gonzalum Ferdinandez a Corduba (1585)

Elegia al seu amic i protector Gonzalo Fernández de Córdoba.